# Chevaigné
Chevaigné is een gemeente in het Franse departement Ille-et-Vilaine (regio Bretagne). De plaats maakt deel uit van het arrondissement Rennes. Chevaigné telde op 1 januari 2022 2.396 inwoners. Er is een spoorweghalte Chevaigné.

## Geografie
De oppervlakte van Chevaigné bedroeg op 1 januari 2022 10,33 vierkante kilometer; de bevolkingsdichtheid was toen 231,9 inwoners per km².

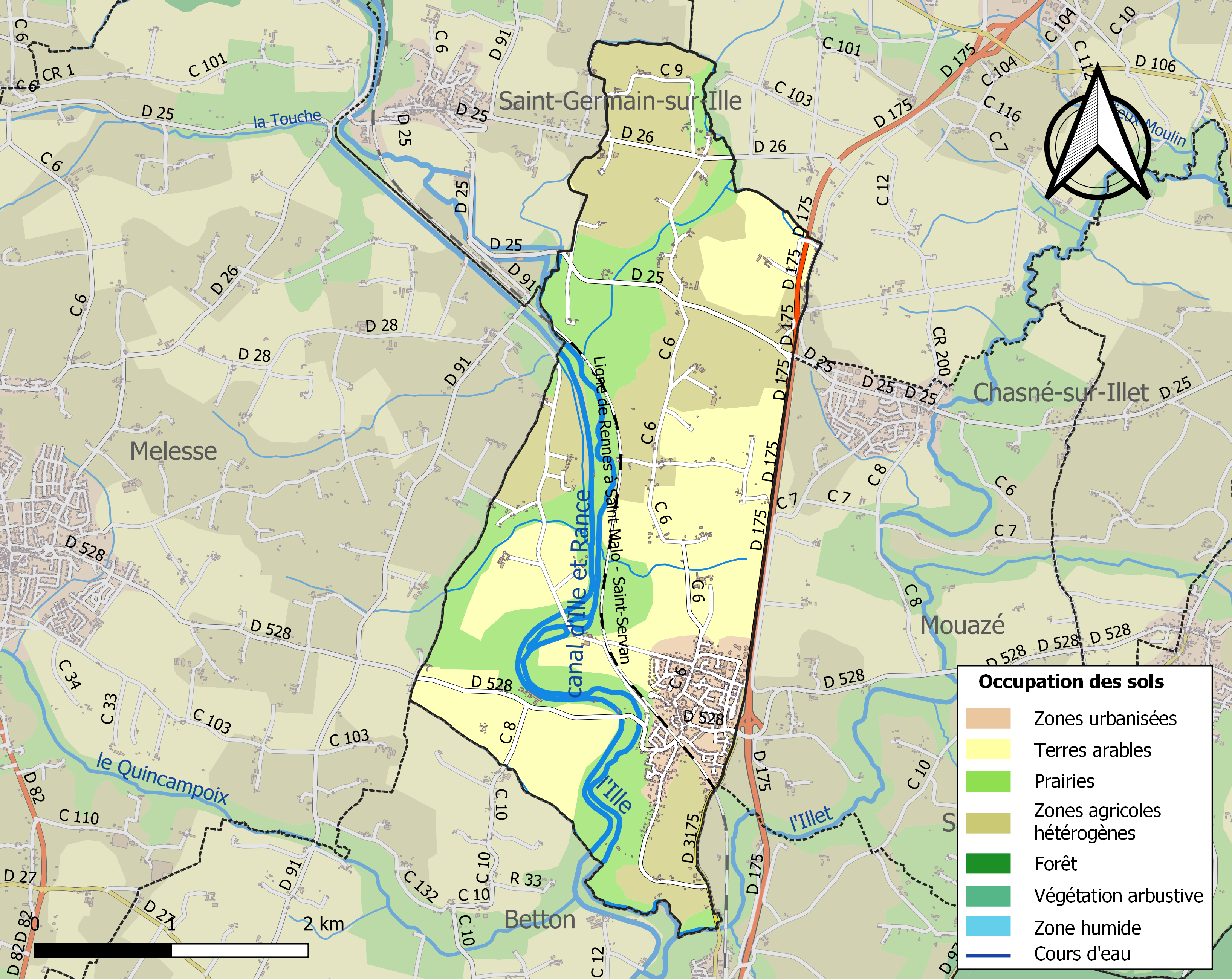
Kaart van de gemeente met belangrijkste infrastructuur, bodemgebruik en omliggende gemeenten

## Demografie
Onderstaande figuur toont het verloop van het inwonertal, bron: INSEE-tellingen. 